# Monaco: What's Yours Is Mine
Monaco: What's Yours Is Mine è un videogioco d'azione sviluppato da Pocketwatch Games e pubblicato sulle piattaforme digitali Steam e Xbox Live da Majesco Entertainment. Il gioco fornisce una vista dall'alto mentre i giocatori cooperano per eseguire una rapina mediante una varietà di ladri specializzati. Monaco ha vinto due premi al GDC Independent Games Festival Awards del 2010:Seumas McNally Grand Prize e l'Excellence In Design award. Il gioco è stato esposto al Penny Arcade Expo del 2010 dal suo ideatore, Andy Schatz.